# A1 Ethniki miglior giovane
La A1 Ethniki miglior giovane è il premio conferito dalla A1 Ethniki al miglior giovane della stagione regolare.

## Vincitori
| Stagione  | Nazionalità      | Giocatore               | Squadra         |
| --------- | ---------------- | ----------------------- | --------------- |
| 1998-1999 | Grecia           | Kōstas Tsartsarīs       | Near East       |
| 1999-2000 | Grecia           | Dīmos Ntikoudīs         | AEK Atene       |
| 2000-2001 | Grecia           | Antōnīs Fōtsīs          | Panathīnaïkos   |
| 2001-2002 | Grecia           | Nikos Zīsīs             | AEK Atene       |
| 2002-2003 | Grecia           | Vasilīs Spanoulīs       | Maroussi        |
| 2003-2004 | non assegnato    | non assegnato           | non assegnato   |
| 2004-2005 | non assegnato    | non assegnato           | non assegnato   |
| 2005-2006 | Grecia           | Dīmītrīs Tsaldarīs      | Aris Salonicco  |
| 2006-2007 | Grecia           | Giōrgos Printezīs       | Olympia Larissa |
| 2007-2008 | Grecia           | Ian Vougioukas          | Rethymno        |
| 2008-2009 | Grecia           | Kōstas Papanikolaou     | Aris Salonicco  |
| 2009-2010 | Grecia           | Nikos Pappas            | Kolossos Rodi   |
| 2010-2011 | Grecia           | Kōstas Sloukas          | Aris Salonicco  |
| 2011-2012 | Grecia           | Kōstas Papanikolaou (2) | Olympiakos      |
| 2012-2013 | Bulgaria/ Grecia | Aleksandăr Vezenkov     | Aris Salonicco  |
| 2013-2014 | Bulgaria/ Grecia | Aleksandăr Vezenkov (2) | Aris Salonicco  |
| 2014-2015 | Bulgaria/ Grecia | Aleksandăr Vezenkov (3) | Aris Salonicco  |
| 2015-2016 | Grecia           | Iōannīs Papapetrou      | Olympiakos      |
| 2016-2017 | Grecia           | Antōnīs Koniarīs        | PAOK Salonicco  |
| 2017-2018 | Grecia           | Antōnīs Koniarīs (2)    | PAOK Salonicco  |
| 2018-2019 | Grecia           | Zōīs Karampelas         | Peristeri       |
| 2019-2020 | non assegnato    | non assegnato           | non assegnato   |
| 2020-2021 | Grecia           | Nikos Chougkaz          | Iōnikos Nikaias |
| 2021-2022 | Grecia           | Omīros Netzīpoglou      | Aris Salonicco  |
| 2022-2023 | Grecia           | Leuterīs Mantzoukas     | Panathīnaïkos   |
| 2023-2024 | Grecia           | Neoklīs Avdalas         | Karditsas       |